# عصر

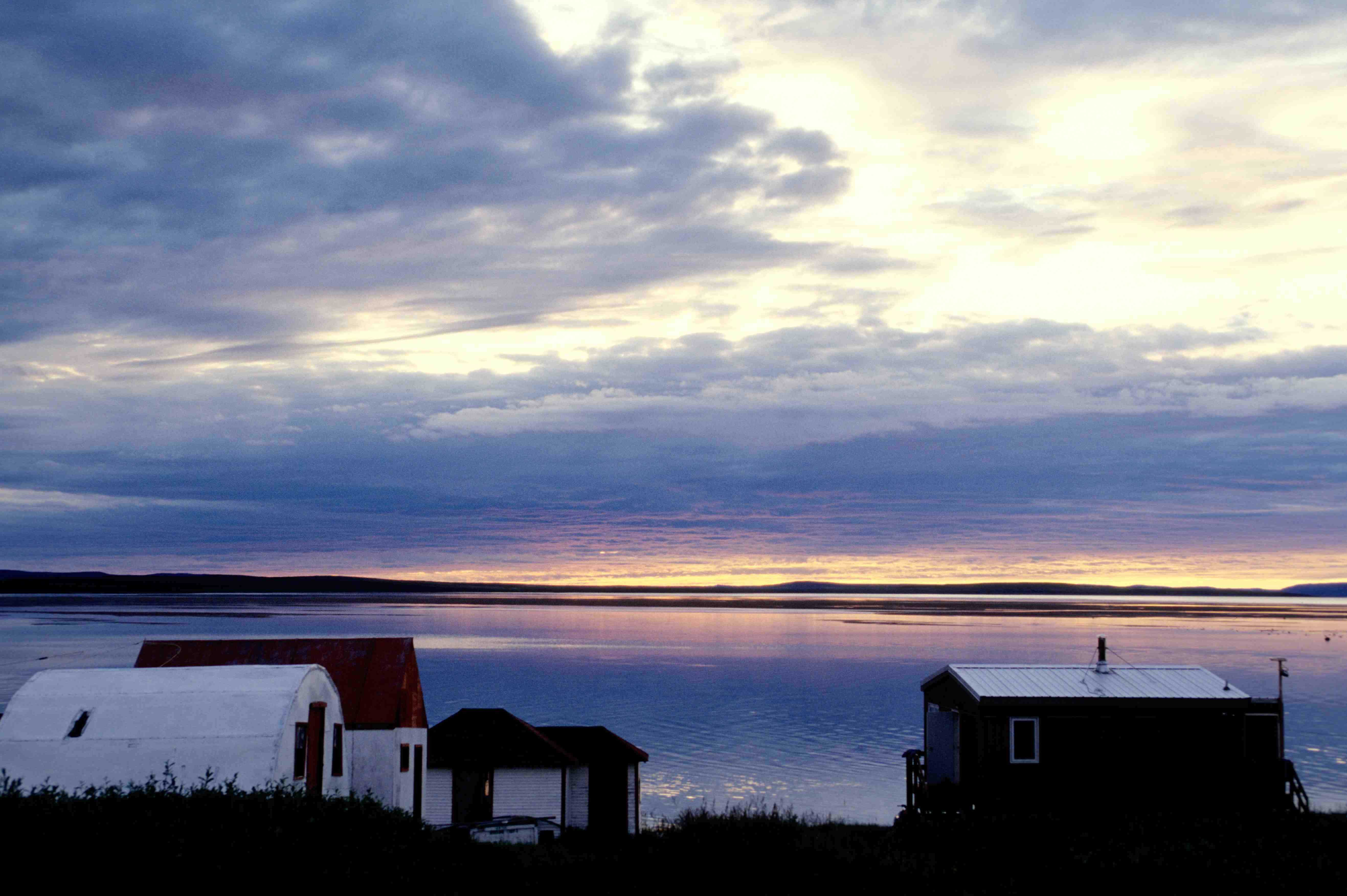
هنگامهٔ عصر

عصر یا ایوار یا گاهی پسین (به فارسی افغانستان: دیگر)، بخش پایانی روز و بخش آغازین شب است که بعد از پایان بعدازظهر آغاز می‌شود، در حالی که روشنی روز در حال کاهش می‌باشد، تا زمان به بستر رفتن ادامه دارد.